# شونسوكي هوريوتشى
شونسوكي هوريوتشى (باليابانية: 堀内俊介) هو مجدف ياباني، ولد في 17 ديسمبر 1959.

## وصلات خارجية
- شونسوكي هوريوتشى على موقع الاتحاد الدولي للتجديف (الإنجليزية)
- شونسوكي هوريوتشى على موقع أوليمبيديا (الإنجليزية)